# Ritratto romano

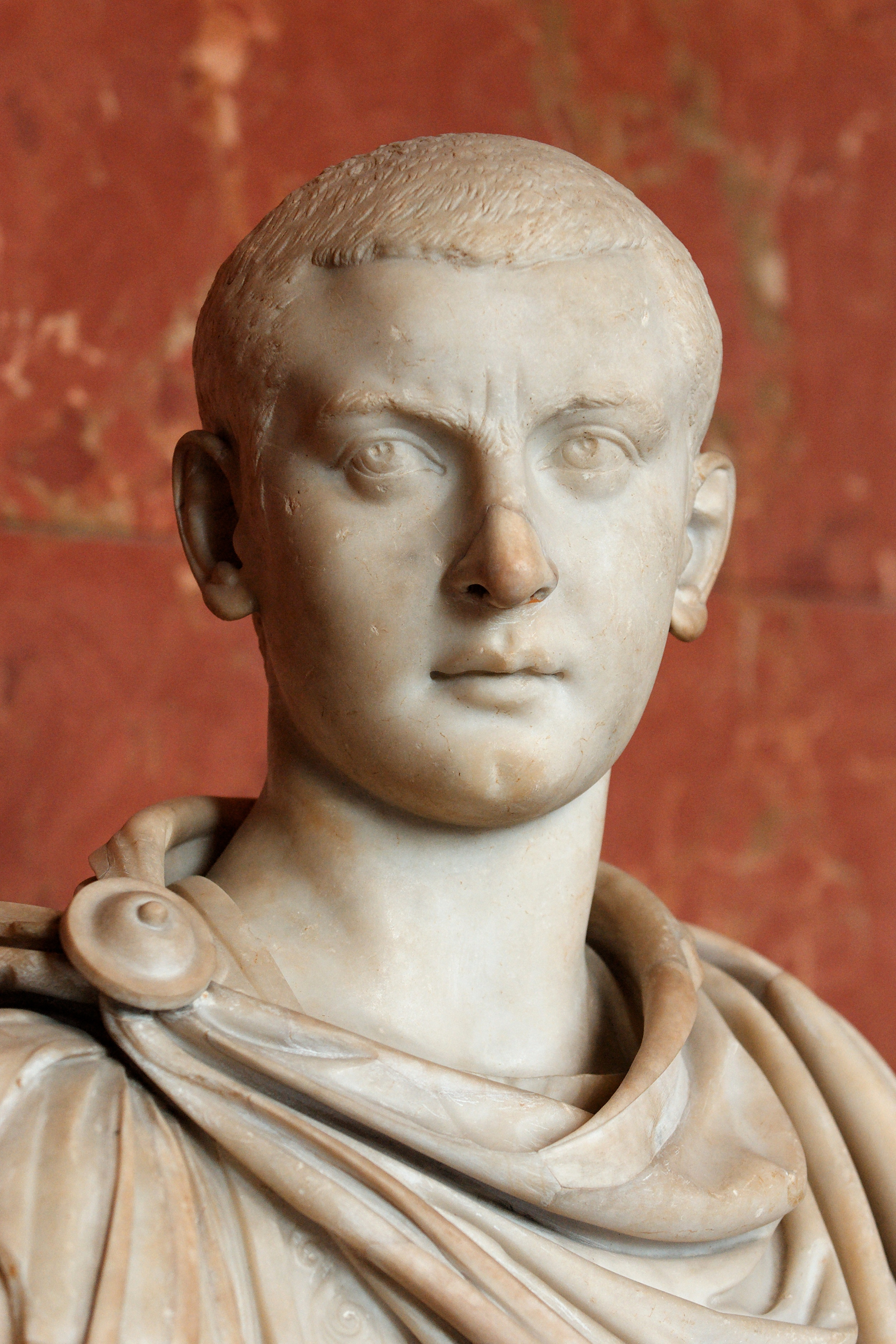
Busto di Gordiano III (Louvre)

Il ritratto romano fu uno dei più importanti vertici dell'arte romana e del ritratto in generale, raggiungendo traguardi di grande intensità. Ci sono giunti numerosissimi esemplari, anche originali, che hanno permesso una valutazione molto approfondita di questa disciplina artistica.
La grande quantità e qualità dei ritratti della produzione romana ha talvolta falsato la prospettiva di studio di alcuni storici che vi hanno visto l'unica civiltà antica dedita pienamente a questa arte. In realtà, se sembra appurata la filiazione del ritratto etrusco da quello romano, il ritratto greco ellenistico fu sicuramente il punto di partenza per le esperienze romane, quale primo a raggiungere aderenza somatica e risvolti psicologici.

## Storia degli studi
Winckelmann nella Storia delle Arti del disegno presso gli antichi (1764), non pose alcun accento sulla ritrattistica romana. Fu solo dalla seconda metà del XX secolo che, col superarsi delle convenzioni accademiche e la riscoperta del "verismo" e del realismo, che nacque un'ammirazione via via crescente per i ritratti romani. Nel 1895 Wickhoff rivendicò l'autonomia dell'arte romana su quella greca, esemplificando il ritratto come apporto del tutto originale al mondo artistico antico. Nei primi decenni del secolo successivo si arrivò però a studi che ponevano l'accento sull'esaltazione nazionalistica, contrapponendolo grossolanamente al ritratto greco e facendolo filiare semmai da quello etrusco (Paribeni). Solo negli anni successivi alla seconda guerra mondiale si poté avviare uno studio critico e storico più adeguato del ritratto sebbene permanessero in alcuni studiosi le posizioni, errate, degli studi precedenti.

## Forme

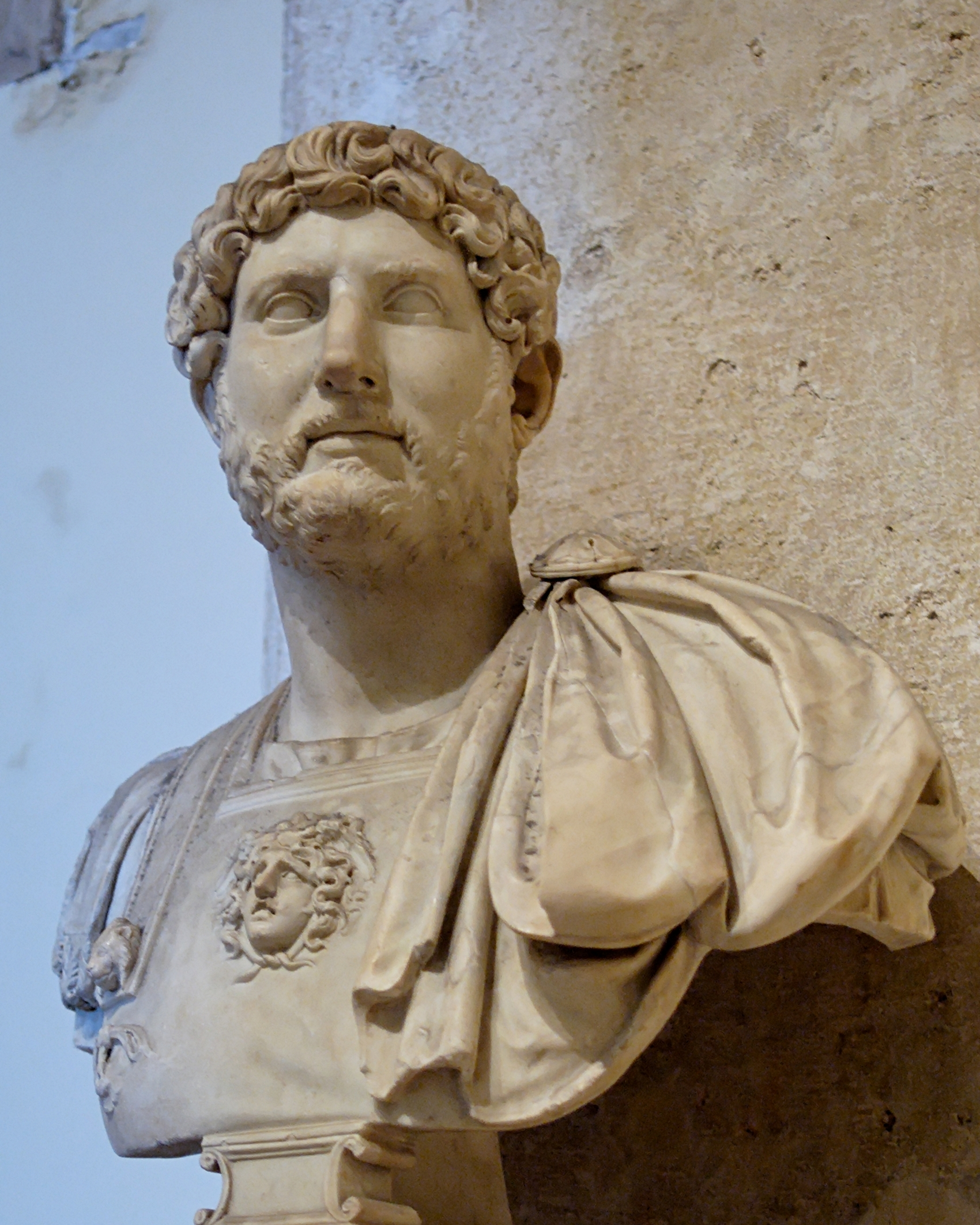
Busto di Adriano, Musei capitolini

Nell'arte romana va distinto il ritratto onorario pubblico da quello privato, legato al culto degli antenati. Il primo, che esaltava pubblicamente il merito, affondava le proprie radici nel ritratto greco, mentre il secondo aveva origini prettamente italiche; i due aspetti arrivarono talvolta a fondersi e confluire.
Il ritratto romano, seguendo un gusto già presente in ambito etrusco e italico, prevedeva raffigurazioni anche dei soli busti e di sole teste, a differenza dell'arte greca dove il corpo era concepito come qualcosa di inscindibile e trattato unitariamente. Ciò derivava dalla suggestione che la personalità caratteristica di una figura si concentrasse nella testa e che questa fosse sufficiente per rappresentarne l'intera individualità. Nell'arte romana verrà sviluppata l'erma-ritratto e il busto.
Nell'epoca repubblicana per busto si intendeva fino al collo, mentre all'epoca di Adriano arrivava a comprendere a metà corpo, comprendendo le spalle e l'attacco delle braccia. Le statue nude erano una concessione al gusto greco, in realtà nel mondo romano, come fa notare anche Plinio, la statua onoraria romana prevedeva il cittadino togato o con la corazza: se il secondo caso esiste anche in opere ellenistiche, non ci sono pervenute statue togate anteriori all'età di Silla, eccettuato il discusso Arringatore. La statua loricata (con corazza, adattata alle forme delle statue eroiche greche) compare nell'età augustea (Augusto loricato, mentre statue seminude di stampo greco vengono caratterizzate dai romani con uno stridente ritratto non idealizzato e da alcuni attributi come la corazza usata come puntello (Statua di generale da Tivoli del Museo nazionale romano). Seguono invece la tipologia greca le statue sedute per poeti e pensatori.
Le statue equestri, nate in Grecia, vennero aumentate di dimensioni e di applicazioni dai Romani (come i monumenti ai trionfatori su quadriga, derivati dai monumenti greci di vincitori di corse). Le statue onorarie su colonna, sempre riprese dai Greci, ebbero un uso simile a quello degli archi trionfali.
Il ritratto come imago clipeata (testa entro uno scudo) risale invece almeno alla seconda guerra punica, e la loro genesi non è ancora del tutto chiarita, forse da collegare a esperienze medio-italiche.
Raffinatissimi supporti erano le gemme-sigillo, le gemme e i cammei.
Infine i ritratti circolavano sulle monete, che avevano anche lo scopo, in epoca imperiale, di diffondere rapidamente in tutto l'Impero l'immagine del sovrano: appena il nuovo principe si insediava, infatti, faceva inviare la propria effigie alle zecche di Roma e provinciali.

## Origini

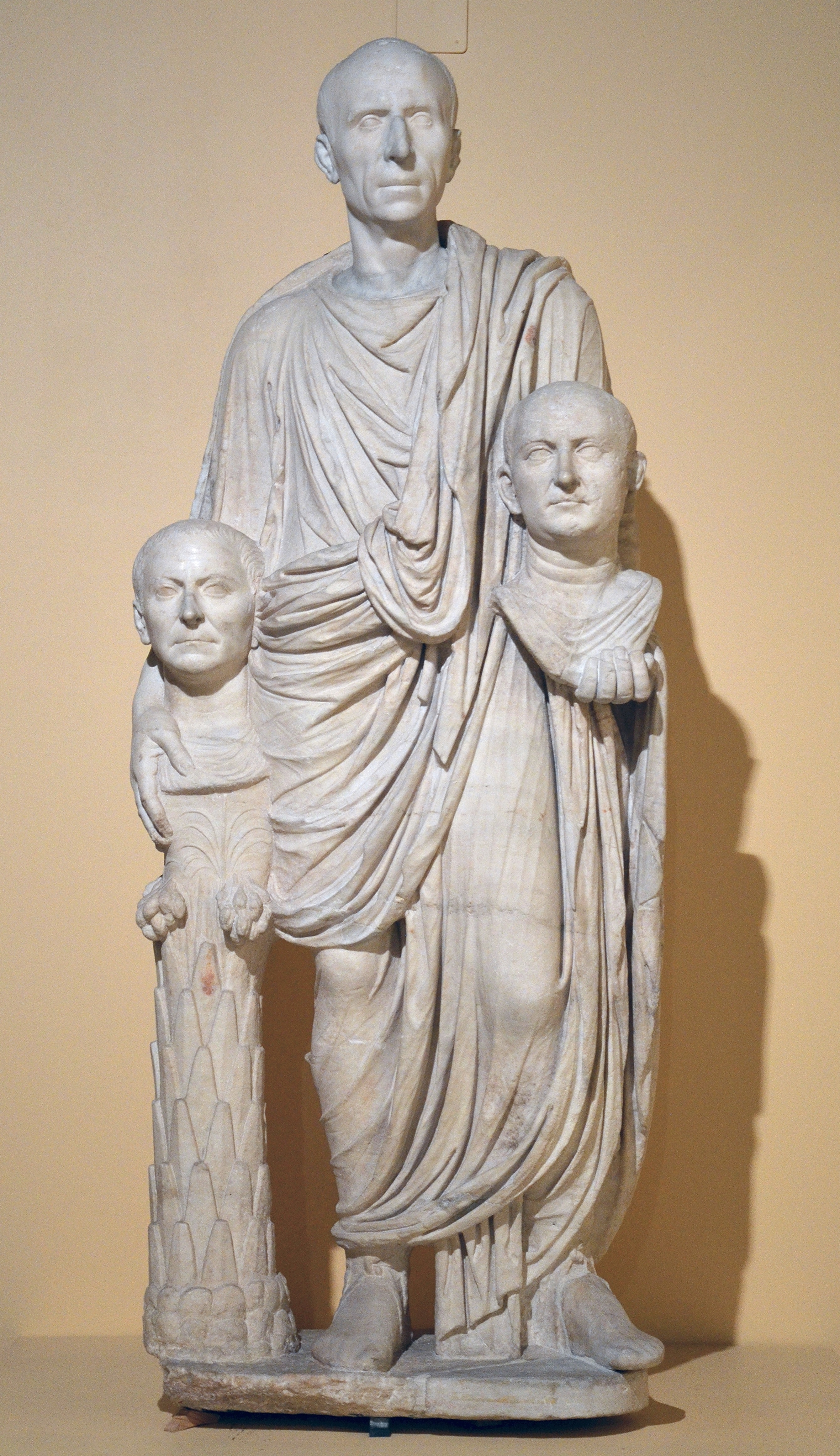
Togato Barberini

La radice "autoctona" del ritratto romano è legata all'istituto giuridico dello ius imaginum, secondo la quale i patrizi (e solo essi) avevano il diritto di esporre raffigurazioni degli antenati (e non era consentito costruire altre statue, provvedimento nell'ottica dell'evitare il culto della personalità dopo la cacciata dei re, che durerà fino all'epoca imperiale, anche se già Pompeo ad esempio si è fatto ritrarre contravvenendo alla norma) nel cortile interno della propria casa (atrium), entro armadietti che venivano aperti solo in determinate occasioni (in particolare i funerali di membri della famiglia stessa, come testimonia ad esempio Polibio). Tali rappresentazioni erano anticamente in cera. Col tempo esse dovettero essere replicate, finché non vennero realizzate in marmo e bronzo, copiando i modelli più antichi.
Ma i ritratti di cera non erano ottenuti meccanicamente, colando il liquido nel calco di gesso preso dal volto del defunto, come dimostra lo stile e l'interpretazione artistica del ritratto da parte del suo artefice. Tutt'al più il calco poteva essere usato come modello per creare l'effigie del defunto o come espediente per velocizzare l'opera.

## Storia

### Ritratti "achillei"

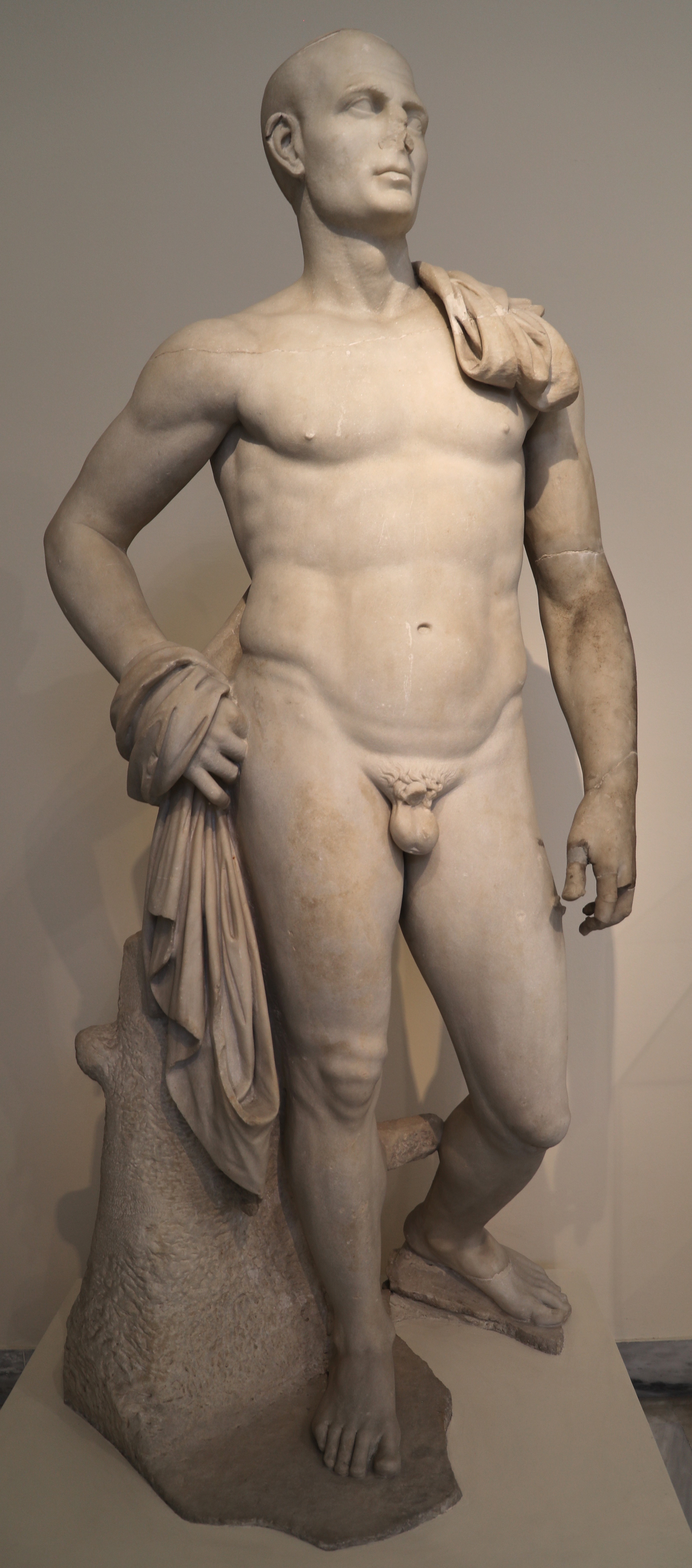
Pseudo-atleta di Delos, con corpo idealizzato e testa realistica, 80 a.C. circa, Museo archeologico nazionale di Atene

Un esempio di innesto tra cultura greca e romana è rappresentato dai cosiddetti ritratti "achillei", cioè quelle statue a tutto tondo dove un corpo nudo o seminudo rispondente pienamente ai canoni classici veniva accostato a un ritratto realistico piuttosto stridente, che a un greco dell'età classica sarebbe apparso probabilmente grottesco. Nella statua di personaggio romano da Delos si notano le fattezze ben individualizzate della testa ritratta impostata su un corpo in posizione eroica di classica idealizzazione; nella statua di generale romano da Tivoli un corpo in atteggiamento maturato dalla ponderatio di Lisippo è accostato a una corazza (simbolo della carriera militare del personaggio, secondo un simbolismo assente in ambito greco) e il realismo del ritratto corrucciato e anziano è stonante.
A partire da queste esperienze la nuova "aristocrazia del denaro" romana, impostò le premesse per l'arte del ritratto. In quell'epoca si definì quindi una committenza alta e aristocratica, interessata a ritratti idealizzati e psicologici, nel ricco stile ellenistico "barocco", e una committenza "borghese", interessata a ritratti fedeli nella fisionomia, anche a scapito dell'armonia dell'insieme e della valenza psicologica: i filoni rimasero paralleli, secondo il più tipico eclettismo dell'arte romana.

### Ritratto repubblicano

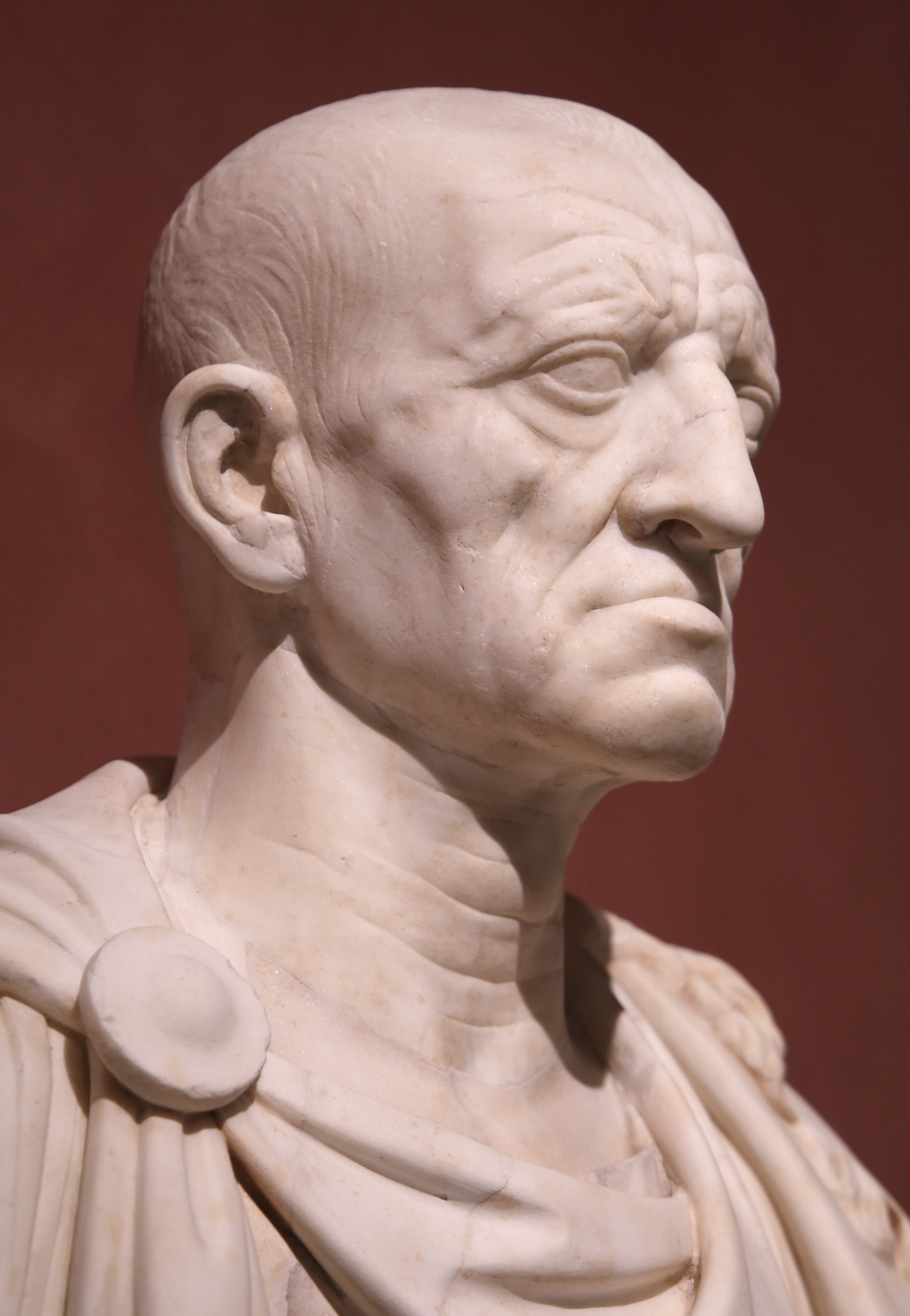
Ritratto virile 535 dal Museo Torlonia

L'uso delle effigie degli antenati risalirebbe all'inizio della repubblica. Ma tali immagini non erano ancora nello stile realistico tipico dell'epoca di Silla, vero momento di separazione col ritratto ellenistico, ma seguivano il mite naturalismo ellenistico, come dimostra il "togato Barberini" di un vecchio togato che regge con orgoglio le statue dei suoi antenati.
L'esasperazione della realtà nel ritratto romano (il cosiddetto ritratto romano repubblicano) ebbe inizio quindi all'inizio del I secolo a.C. e durò fino al secondo triumvirato (43 a.C.-38 a.C.), periodo che coincise con una forte esaltazione delle tradizioni e delle virtù dei patrizi, contro il movimento dei Gracchi e l'avanzare delle forze della plebe fino alla guerra sociale (91-88 a.C.). Si assistette in definitiva a una presa di coscienza del valore della gens, che si riflette nei ritratti. Lo stile di queste opere è secco e minuzioso nella resa dell'epidermide solcata dagli anni e dalle dure condizioni della vita tradizionale contadina. Vi si legge un certo disprezzo altezzoso e un'inflessibile durezza, come nel famoso ritratto 535 del Museo Torlonia. Queste caratteristiche sembrano discostarsi volontariamente dall'eleganza e la mondanità degli sciolti ritratti ellenistici. Nonostante la breve durata del fenomeno artistico, esso fu una delle prime "invenzioni" artistiche romane e riflesse una precisa situazione storica, esaurendosi con essa.
Con la diffusione della successiva moda neoattica le classi superiori abbandonarono questo tipo di ritratto, che invece continuò ad essere imitato da coloro che guardavano con desiderio alla classe dei patrizi, i liberti, soprattutto nei monumenti sepolcrali.

### Ritratto imperiale

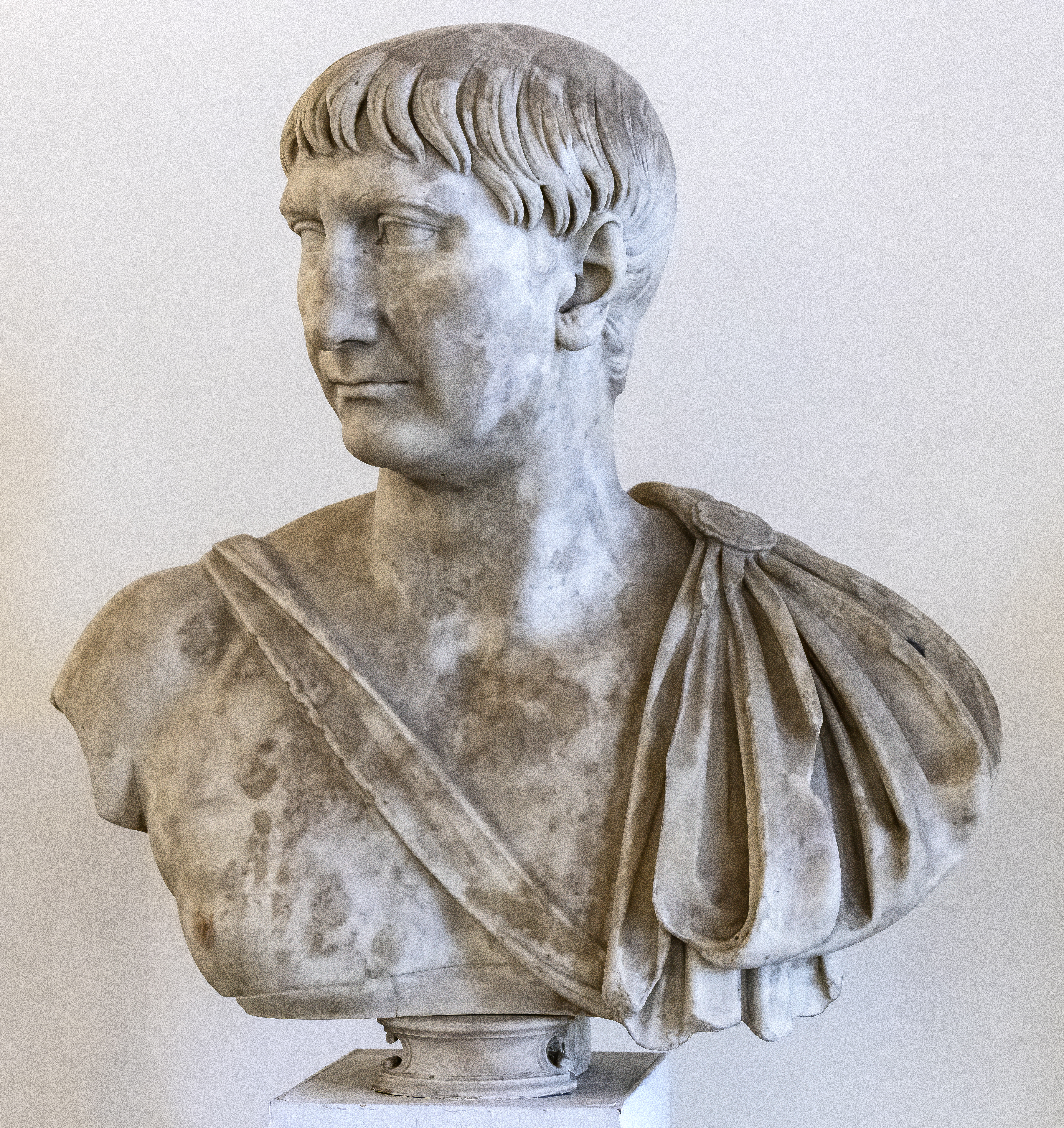
Ritratto del decennale di Traiano

L'età di Augusto fu caratterizzata in tutte le vicende artistiche da un'algida classicità. Particolare fu nel ritratto la fusione del tipo ufficiale e del tipo privato, per via della concezione neoattica che preferiva una sobria idealizzazione alla sfera della contingente quotidianità e del verismo. Con l'esaurirsi del classicismo la dualità tra i due tipi di ritratto riprese, con il clamoroso esempio dei due ritratti di Vespasiano, uno espressivamente volgare (Ny Carlsberg Glyptotek) e uno di aristocratica intellettualità (Museo Nazionale Romano n. 330).
L'ultimo periodo dell'età Flavia ci ha lasciato ritratti di grande finezza, come la "dama dal collo lungo" dei Musei Capitolini (stanza degli Imperatori n. 33), che mostra un elemento tipico dell'epoca, la torsione della testa.
Con Traiano si ebbe una notevole rivoluzione, che portò alla fusione tra il ritratto privato e quello pubblico (cosiddetto ritratto del decennale). Nell'espressione del sovrano viene accentuata l'abitudine dell'uomo al comando militare, l'energia, l'autorevolezza e la risolutezza, ma il ritratto resta umano, reale. Durante la guida di Adriano e degli Antonini si manifestarono nuove tendenze, come quella di incidere nelle sculture particolari che prima erano realizzati con la pittura, quali le sopracciglia o le iridi. Nello stesso periodo avvenne anche una profonda ellenizzazione allineando il gusto romano al coevo stile in voga in Asia Minore, alla corte di Erode Attico.

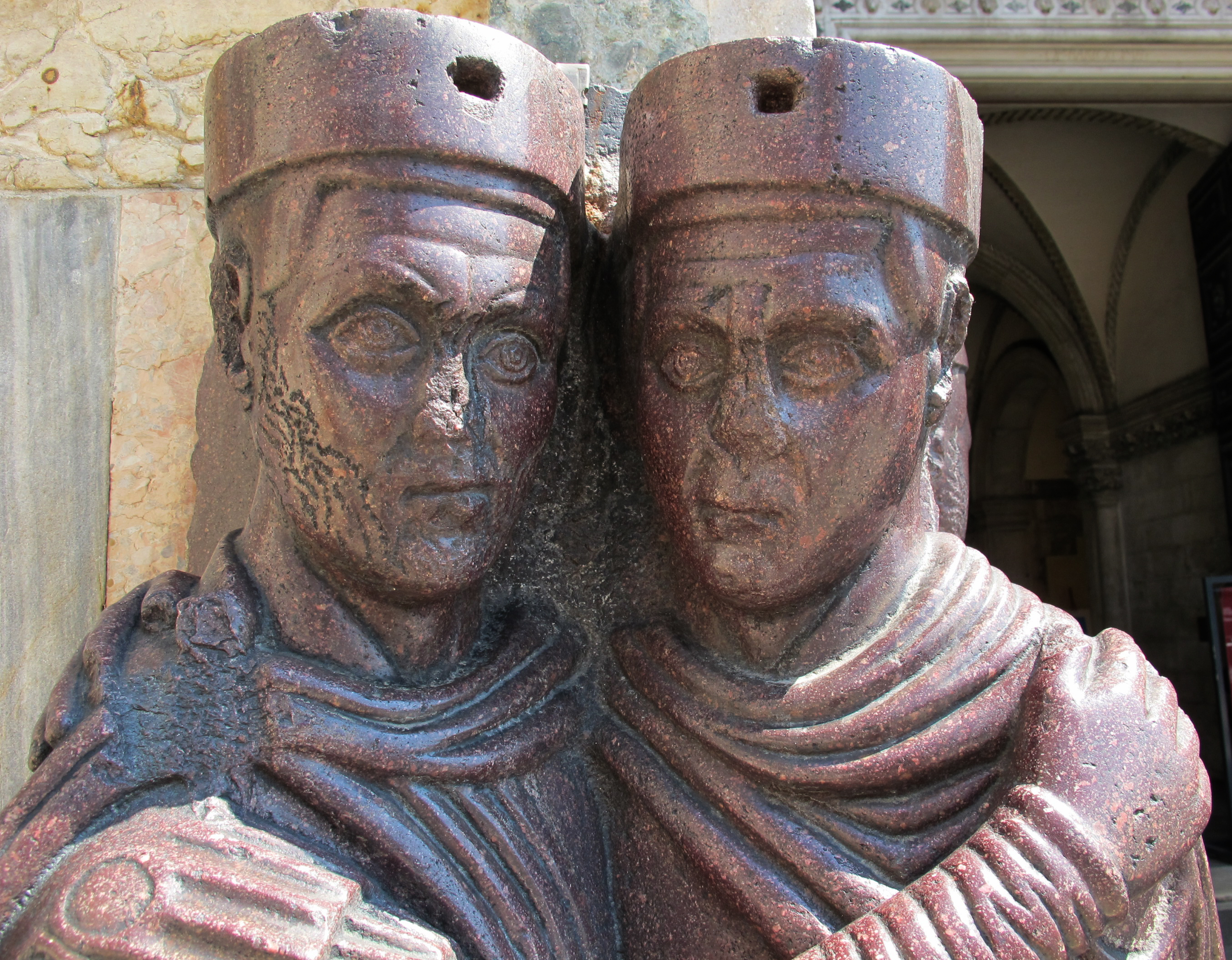
Gruppo dei tetrarchi

Una vera e propria svolta artistica ebbe luogo al tempo dei Severi, che coinvolse il ritratto leggermente in ritardo (dopo il 220). Le novità sono già visibili nei ritratti di Alessandro Severo e di Gordiano III, con un abbandono del plasticismo ellenistico in favore di una forma semplificata, stereometrica, con particolari quali i capelli e la barba inseriti con l'incisione (quasi a bulino). Inizialmente queste tendenze non furono irreversibili, come dimostra il successivo ritratto di Pupieno vicino allo stile antonino. Furono gli albori dell'arte tardoantica del III secolo, che riuscì a riflettere nei ritratti dalle forme non più organicamente connesse tra loro quell'espressione di tormento interiore in un'epoca tra le più angosciate della storia. Esempi di questo periodo vanno dal ritratto di Decio a quello di Diocleziano (compresi i ritratti degli Imperatori illirici di Brescia) e comprende anche ritratti di bambini; il ritratto femminile invece mantenne più a lungo la compostezza tradizionale.
Solido appare il ritratto di Gallieno, mentre ormai brutalmente semplificato appare il monumento dei Tetrarchi di Venezia. Questa rivoluzione è dovuta sia all'estrazione plebea e provinciale di gran parte della nuova aristocrazia romana, imperatori compresi, sia alle tendenze religiose dell'epoca che influenzarono la rappresentazione regale fissando in una vacua ieraticità l'essenza sacrale della sua carica. Il prevalere, anche in ambito privato, dell'homo spiritualis portò a far affievolire la necessità di verosimiglianza fisica dei ritratti, accentuando invece le forme emaciate e l'espressività degli occhi. Agli inizi del V secolo Paolino da Nola scriveva come "arrossirebbe" nel farsi dipingere secondo il suo vero aspetto di Adamo terrestre e peccatore.

## In pittura
L'arte del ritratto interessò sicuramente anche la pittura, sebbene non ci siano pervenuti esempi riferibili ai grandi artisti dell'epoca, ma solo opere in tono minore, dalle quali è comunque possibile individuare alcune tendenze di fondo. Anche in pittura si ebbe una produzione ritrattistica più generica e idealizzata classicamente accanto a una più realista e viva: è un esempio del primo caso il lezioso ritratto di dama pompeiano con la matita appoggiata alla bocca che esprime un senso di intellettuale meditazione; è esempio del secondo caso il più vivo ritratto del fornaio Paquius Proculus e della moglie.
Il Tondo severiano, pur non essendo di ottima fattura, ci testimonia come fossero in uso anche i ritratti di famiglia. Questa opera, da dove venne cancellata la testa di Geta in seguito a una damnatio memoriae proviene dall'Egitto ed era un ritratto ufficiale corrente, replicato nei luoghi dell'amministrazione pubblica per illustrare le fisionomie della famiglia imperiale.
Di qualità ben migliore e di fresco realismo sono quei ritratti privati da applicare sulle mummie, i cosiddetti ritratti del Fayyum, sparsi nei musei di tutto il mondo e databili da I (o forse II) secolo d.C. al IV. Queste opere dovevano essere eseguite quando la persona era ancora in vita e tenuti esposti nelle case; il loro stile riecheggia le opere ellenistiche, il cui retaggio era ancora ben vivo nell'età romana. In Occidente la tradizione pittorica ellenistica si perse più precocemente e prevalse invece lo stile sommario dell'arte plebea. Sebbene le composizioni riecheggino ancora modelli aulici, la qualità pittorica è più scadente (come nell'ipogeo di Trebio Giusto a Roma, metà IV secolo, o nella tomba di Silistra, fine del IV). Nel corso del VI secolo da questa tradizione germogliò un tipo di ritratto dipinto dalla grande semplificazione formale a vantaggio di un'intensa astrazione e espressività, che prelude già allo stile bizantino (ritratto della vedova Turtura raccomandata dai santi Felice e Adatto nelle catacombe di Commodilla).
Altri supporti per i ritratti furono la sfoglia d'oro applicata al vetro (la cui estrema specializzazione tecnica permise una sopravvivenza più duratura del realismo romano di discendenza ellenistica) o i ritratti di miniatura che ornavano i rotuli e, in seguito, i codici. Le fonti ci informano anche di opere con ritratti e elogi di uomini celebri: pare che Varrone ne avesse raccolti settecento in una sua opera.